# Route nationale 587
Pour les articles homonymes, voir Route nationale 587 (homonymie).
La route nationale 587 ou RN 587 était une route nationale française reliant Esplantas à Espalion. À la suite de la réforme de 1972, elle a été déclassée en RD 587 dans la Haute-Loire et en RD 987 en Lozère et dans l'Aveyron.

## Ancien tracé d'Esplantas à Espalion (D 587 et D 987)
- Esplantas
- Chanaleilles
- Saint-Alban-sur-Limagnole
- Rimeize
- Aumont-Aubrac
- Malbouzon
- Nasbinals
- Aubrac, commune de Saint-Chély-d'Aubrac
- Saint-Côme-d'Olt
- Espalion